# Acanthinodera cumingii
Acanthinodera cumingii är en skalbaggsart som först beskrevs av Hope 1833.  Acanthinodera cumingii ingår i släktet Acanthinodera och familjen långhorningar. Inga underarter finns listade i Catalogue of Life.